# Вовк Роман Олегович
Роман Олегович Вовк (нар. 5 березня 1997, Чернігів, Україна) — український футболіст, нападник «Чернігова».

## Життєпис
Народився в Чернігові. Вихованець місцевої «Юності», у футболці якої виступав у ДЮФЛУ. Дорослу футбольну кар'єру розпочав на аматорському рівні, виступав в чемпіонаті Чернігівської області та аматорському чемпіонаті України за «Зернопром» (Анисів), ЛТК (Чернігів), «Інгулець-3», «Фрунзівець» (Ніжин), «Авангард» (Корюківка) та «Факел» (Липовець). На початку липня 2018 року підписав контракт з «Десною». Виступав за молодіжну команду чернігівців. Вперше до заявки першої команди потрапив 29 травня 2019 року, на програний (0:3) виїзний поєдинок 32-го туру Прем'єр-ліги України проти одеського «Чорноморця». Роман просидів усі 90 хвилин на лаві запасних. По завершенні сезону 2018/19 років повернувся до виступів на аматорському рівні, виступав у чемпіонаті Чернігівської області, чемпіонаті Київської області, чемпіонаті Вінницької області та аматорському чемпіонаті України за «Авангард» (Корюківка), «Кудрівка», «Кудрівку-2» та «Факел» (Липовець).
25 серпня 2022 року підписав контракт з «Черніговом». У футболці «городян» дебютував 27 серпня 2022 року в нічийному (1:1) домашньому поєдинку 1-го туру групи «Б» Першої ліги України проти «Скорука». Вовк вийшов на поле на 74-й хвилині замість Дмитра Кулика. Першим голом за «Чернігів» відзначився 1 жовтня 2022 року на 24-й хвилині нічийного (1:1) виїзного поєдинку 6-го туру групи Б Першої ліги України проти «Полтави». Роман вийшов на поле в стартовому складі та відіграв увесь матч, а на 16-й хвилині отримав жовту картку. 15 жовтня 2022 року в переможному (2:0) виїзному поєдинку 8-го туру групи Б Першої ліги України проти «Скорука» відзначився 2-ма голами. Вовк вийшов на поле на 39-й хвилині замість В'ячеслава Койдана.